# Laski Szlacheckie
Laski Szlacheckie – wieś sołecka w Polsce położona w województwie mazowieckim, w powiecie ostrołęckim, w gminie Czerwin.
Wierni Kościoła rzymskokatolickiego należą do parafii Trójcy Przenajświętszej w Czerwinie.

## Historia
W latach 1921–1939 wieś leżała w województwie białostockim, w powiecie ostrołęckim, w gminie Czerwin.
Według Powszechnego Spisu Ludności z 1921 roku wieś zamieszkiwało 207 osób, 200 było wyznania rzymskokatolickiego a 7 mojżeszowego. Jednocześnie 203 mieszkańców zadeklarowało polską przynależność narodową a 4 żydowską. Było tu 40 budynków mieszkalnych. Miejscowość należała do parafii rzymskokatolickiej w m. Czerwin. Podlegała pod Sąd Grodzki w Ostrołęce i Okręgowy w Łomży; właściwy urząd pocztowy mieścił się w m. Czerwin.
W latach międzywojennych miał posiadłość ziemską miał tu Kalikst Chołstowski (96 mórg).
W wyniku agresji niemieckiej we wrześniu 1939 wieś znalazła się pod okupacją niemiecką. Od 1939 do wyzwolenia w 1945 włączona w skład Generalnego Gubernatorstwa.
W latach 1954–1961 wieś należała i była siedzibą władz gromady Laski Szlacheckie, po jej zniesieniu w gromadzie Czerwin. W latach 1975–1998 miejscowość administracyjnie należała do województwa ostrołęckiego.